# 县后站
县后站位于厦门市湖里区金尚路，为厦门快速公交一、二号线的高架侧式车站，于2008年9月1日启用。车站以白色作为布置的主要色彩。车站共有两个出入口。

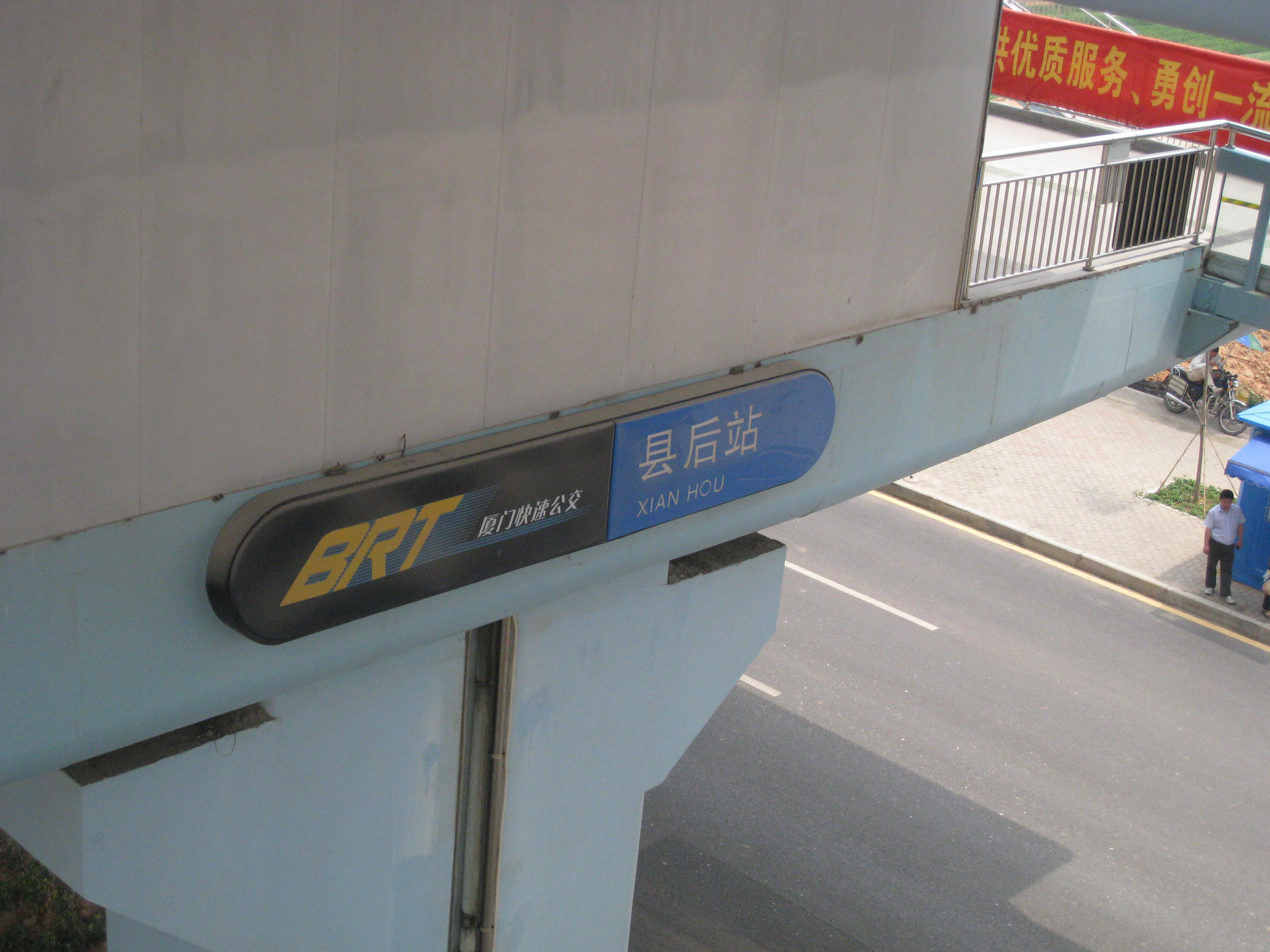
县后站

## 链接线
县后站的连接线为“L19”，起始点均为县后站。

### L19 县后站——国内候机楼站
途径县黄路口站、枋钟路站、埭辽路站、国内候机楼站。上行从县后站出发，经县黄路、枋钟路、埭辽路，最后到达候机楼；下行从候机楼出发，经翔云路、枋钟路、县黄路到达县后站。票价为单一票价五角，使用厦门易通卡为三角。
上行：县后站 → 县黄路口站 → 枋钟路站 → 埭辽路站 → 国内候机楼站
下行：国内候机楼站 → 金尚路口站 → 枋钟路站 → 县黄路口站 → 县后站